# 克莱蒙特 (印第安纳州)
克莱蒙特（英語：Clermont）是一個位於美國印地安納州馬里昂縣的城鎮。

## 人口
根據2010年美國人口普查的數據，克莱蒙特的面積為1.73平方千米，當中陸地面積為1.73平方千米，而水域面積為0.00平方千米。當地共有人口1356人，而人口密度為每平方千米784人。